# چای اولونگ

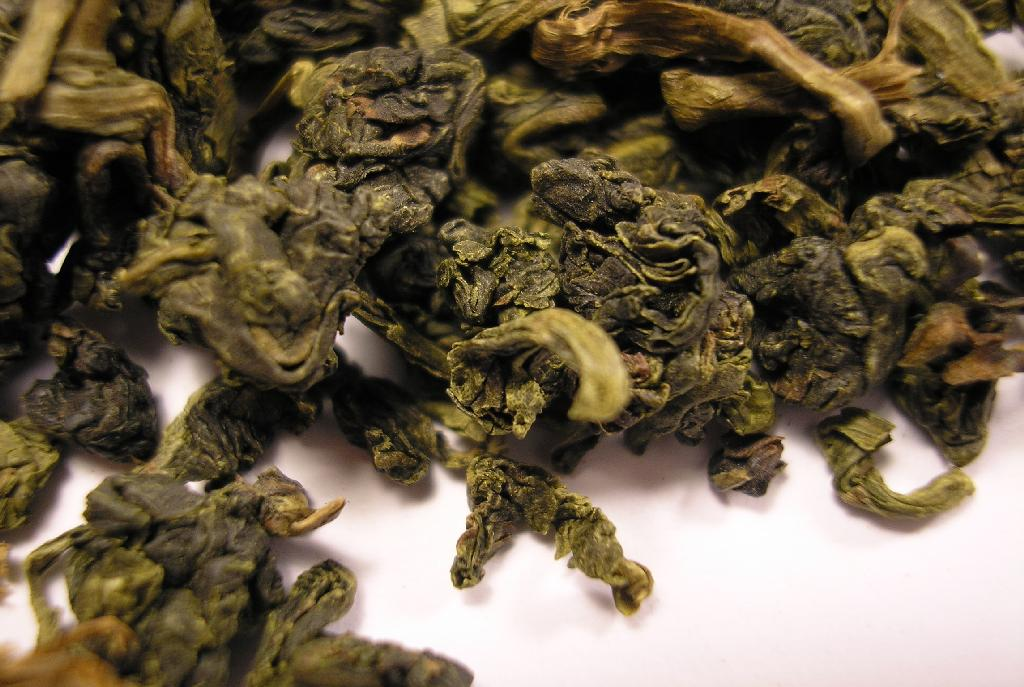
برگه‌های چای

اولونگ یا چای اولونگ (OOLONG TEA) به نوعی از چای گفته می‌شود که در اثر اکسیداسیون ناقص برگه‌های چای تولید می‌شود. این چای معمولاً در کشور چین تولید می‌شود.

## خواص
از خواص مهم چای اولونگ کاهش کلسترول خون است که می‌تواند در هر وعدهٔ غذای چرب، مقدار کلسترول خون را در حد متعادل نگه دارد. هم چنین، دانشمندان ژاپنی معتقدند که مصرف این نوع چای باعث کاهش فشارخون می‌شود و می تواند در جلوگیری از بعضی مشکلات قلبی-عروقی مؤثر باشد.